# GO' Aften Danmark
Go' aften Danmark var et dansk aktualitetsprogram, der blev sendt mellem 2002-2019 på TV 2. Programmet blev sendt i to blokke hver aften; første del blev sendt fra kl. 17.30 - 17.55 og anden del fra 18.25-18.50.
Programmet havde premiere den 1. januar 2002 og blev produceret i et forsøg på at trække seere fra TV-Avisen på DR1. Programmet fik siden også konkurrence af DRs Aftenshowet. Programmet erstattede også det populære TV 2-program Lykkehjulet.
Go' aften Danmark blev fra 2002-2008 produceret af Skandinavisk Film Kompagni, men efter en budrunde blev Nordisk Film TV, ny producent fra 1. januar 2009. Programmet blev under hele sin sendeperiode sendt live fra et studie på Københavns Hovedbanegård (med periodevise afstikkere til Tivoli).
Programmet var en del af GO', der var det fælles brand for Go' morgen Danmark, Go' aften Danmark og Go' appetit.
Go' Aften Danmark blev afviklet i juli 2019 og blev erstattet af programmet Go' aften Live.

## Nedlæggelse afGo’ aften Danmark
Den 21. juli 2019 annoncerede TV 2 at Go’ Aften Danmark efter 17 års aktivitet ville blive afviklet. Showet blev afløst af et aktualitetsprogrammet, Go’ aften Live.

## Programmets værter
De sidste værter på programmet var Felix Smith (2018-2019) , og tidligere mangeårig vært på TV 2 Nyhederne, Jes Dorph-Petersen (2015-2019).

### værterne
- Felix Smith (2018-2019)
- Jes Dorph-Petersen (2015-2019)
- Lisbeth Østergaard
- Nicolai Nybo Hansson (2011-2012)
- Steen Langeberg (2013-2017)
- Cecilie Frøkjær
- Mikkel Beha Erichsen (2008-2010)
- Hans Pilgaard (2002-2008)
- Mette Weyde (2004-2008)
- Michele Bellaiche ((2006-2018)
- Lars Daneskov (2005)
- Annette Juhler Kjær (2002-2003)
- Anja Steensig (2002)